# Nanog
Nanog je transkripční faktor, homeoprotein, jehož exprese vede k udržení vysoké hladiny Oct-4,
objevuje se už ve vnitřních buňkách moruly. Izolace samotného nanogu poskytuje další možnosti výzkumu kmenových buněk.
Dr. Ian Chambers z univerzity v Edinburghu, kterému se podařilo molekulu izolovat, pojmenoval nanog podle staré keltské legendy Tir na nOg, země věčného mládí. Nezávisle na jeho týmu objevili stejnou molekulu vědci z vědeckého institutu v Naře a oba týmy se později věnovali výzkumu společně.